# Płocin
Płocin [ˈpwɔt͡ɕin] (tiếng Đức Plötzin) là một ngôi làng thuộc khu hành chính của Gmina Wolin, thuộc hạt Kamień, West Pomeranian Voivodeship, ở phía tây bắc Ba Lan. Nó nằm khoảng 4 kilômét (2 mi) phía tây của Wolin, 20 km (12 mi) về phía tây nam Kamień Pomorski và 49 km (30 mi) phía bắc thủ đô khu vực Szczecin.
Ngôi làng có dân số 90 người.